# Cerco de Riazã
O Cerco de Riazã de 1237 terminou na captura da cidade pelas tropas de Batu Cã.

## Prelúdio
No outono de 1237, a Horda Mongol liderada por Batu Khan invadiu o principado de Ryazã. O Príncipe de Ryazã, Yuriy Igorevich, pediu ajuda a Yuriy Vsevolodovich, o príncipe de Vladimir, mas não a recebeu.

## Siege
Os mongóis derrotaram a vanguarda do exército Ryazã no rio Voronezh e em 16 de dezembro 1237 sitiaram a capital do principado (este local agora é conhecido como Velho Ryazã, Staraya Ryazan, e está situado a cerca de 50 km da moderna cidade de Ryazã). Os habitantes da cidade repeliram os primeiros ataques mongóis. Os mongóis então usaram catapultas para destruir as fortificações da cidade. Em 21 de dezembro, as tropas de Batu Cã invadiram as muralhas, saquearam Ryazã, mataram o príncipe Yuriy e sua esposa, executaram quase todos os habitantes da cidade e incendiaram a cidade. "Mas Deus salvou o Bispo, pois ele partiu no mesmo momento em que as tropas invadiram a cidade".

## Vítimas
A população de Ryazã no século XIII é difícil de estimar. Escavações arqueológicas no local da Velha Ryazã em 1915 e 1979 descobriram 97 cabeças decepadas no local da antiga igreja e 143 corpos em várias valas comuns, todas as quais sofreram mortes violentas durante o saque da cidade.